# حرب جاوة
حرب جاوة أو  'حرب ديبونيجورو'  حرب دارت في جاوة بين 1825 و1830. بدأت بتمرد بقيادة الأمير ديبونيجورو: عضو بارز من الأرستقراطية الجاوية الذي تعاون سابقاً مع الهولنديين.
اشتعلت حرب جاوة، التي تعرف أيضًا باسم حرب ديبونيجورو، بين الإمبراطورية الهولندية الاستعمارية والمتمردين الجاويين الأصليين، في جزيرة جاوة في عام 1825، واستمرت حتى عام 1839. بدأت الحرب بتمردٍ قاده الأمير ديبونيجورو، العضو البارز في الطبقة الأرستقراطية الجاوية، والذي كان في السابق، متعاونًا مع الهولنديين.
فرضت قوات المتمردين حصارًا على مدينة يوغياكارتا. تمكن الهولنديون من إنهاء الحصار في عام 1825 بعد تعزيز جيشهم والاستعانة بالقوات الاستعمارية والأوروبية. بعد الهزيمة، واصل المتمردون خوض حرب شوارع لمدة خمس سنوات تالية.
انتهت الحرب بانتصار هولندي، ودُعي الأمير ديبونيجور إلى مؤتمر سلام. وقع الأمير ضحية خيانة في المؤتمر وألقي القبض عليه. نفذت السلطات الاستعمارية الهولندية جملة من الإصلاحات المهمة في جميع أنحاء جزر الهند الشرقية الهولندية لتضمن بذلك ربحًا مستمرًا من المستعمرات.

## تاريخ
كان قرار الهولنديين بناء طريق يقطع أحد الأراضي التي تعود ملكيتها للأمير ديبونيجورو والتي تحوي قبور والديه السبب الرئيسي وراء الحرب.عكست المظالم طويلة الأمد التوترات بين الطبقة الأرستقراطية الجاوية والهولنديين ذوي النفوذ المتزايد. كانت العائلات الأرستقراطية الجاوية مستاءة من القوانين الهولندية التي تقيد أرباح الإيجارات، بالمقابل، لم يكن الهولنديون على استعداد لفقدان نفوذهم على يوغياكارتا.
أثر النفوذ الهولندي أيضًا على الديناميكيات الثقافية لجاوة. انزعج الأمير ديبونيجورو، المسلم المتدين، من تزايد حالة التراخي في ممارسة الشعائر الدينية في يوغياكارتا. شمل ذلك التأثير المتزايد للمستعمرين الهولنديين المسيحيين على المدينة، وميل السلطنة للهولنديين. وصف أتباع ديبونيجورو الحرب بأنها جهاد «ضد الهولنديين والمرتدين والجاويين الكفرة».
من خلال اتباعهم إستراتيجية استعمارية عامة، عمل الهولنديون على مفاقمة أزمة خلافة عرش يوغياكارتا. كان ديبونيجورو الابن الأكبر لهامنجكوبونو الثالث، لكن حقه في العرش كان محل نزاع بين أعضاء الطبقة الحاكمة، لأن والدته لم تكن الملكة. كان من بين خصوم ديبونيجورو كل من أخيه الأصغر غير الشقيق، هامنجكوبونو الرابع، وابن أخيه الرضيع، هامنجكوبونو الخامس، اللذين كانا داعمين للهولنديين.

### العداوات
بدأت حرب جافا بتاريخ 21 يوليو 1825 وذلك عندما رفع الأمير ديبونيجورو مستويات التمرد في ملكياته في سيلارونج. نجح المتمردون في المراحل الأولى من الحرب في السيطرة على وسط جاوة وحاصروا يوغياكارتا. كان أبناء جزيرة جاوة مناصرون للأمير ديبونيجورو، إذ تأثر الفلاحون الجاويون سلبًا من تطبيق نظام الزراعة الاستغلالي الذي طالب أهالي القرى بزراعة محاصيل مخصصة للتصدير وبيعها للحكومة بأسعار ثابتة.
مع استمرار الحرب، واجه الأمير ديبونيجورو صعوبات في حشد قوات جيشه. بالمقابل، كان الجيش الاستعماري الهولندي قادرًا على ملء جميع شواغره بقوات محلية من جزيرة سولاوسي، إضافة إلى أنه تلقى فيما بعد تعزيزات من القوات الأوروبية في هولندا. أنهى القائد الهولندي، الجنرال هيندريك مريكوس دي كوك، حصار المتمردين ليوغياكارتا بتاريخ 25 سبتمبر 1825.

## كتب
- بيتر كاري Babad Dipanagara: an account of the outbreak of the Java War (1825–30): the Surakarta court version of the Babad Dipanagara Kuala Lumpur: Printed for the Council of the M.B.R.A.S. by Art Printing Works, 1981. Monograph (Royal Asiatic Society of Great Britain and Ireland. Malaysian Branch); no. 9.
- MC Ricklefs, A History of modern Indonesia since 1300, 2nd ed, 1993, pp. 116–17.
- Sagimun M. D. Pangeran Dipanegara: pahlawan nasional [Jakarta]: Proyek Biografi Pahlawan Nasional, Departemen Pendidikan dan Kebudayaan, 1976. (In Indonesian)